# Estação Tversskaia
Tversskaia (em russo:  Тверская) é uma das estações da linha Zamoskvoretskaia (Linha 2) do Metro de Moscovo, na Rússia. Estação «Tversskaia» está localizada entre as estações «Teatralhnaia» e «Maiakovskaia».